# Arquidiocese de Seattle
A Arquidiocese de Seattle (Archidiœcesis Seattlensis) é uma circunscrição eclesiástica da Igreja Católica situada nos Estados Unidos. Seu atual arcebispo é Paul Dennis Etienne. Sua Sé é a Catedral de São Tiago.
Possui 147 paróquias servidas por 304 padres, contando com 5.299.770 habitantes, com 18,7% da população jurisdicionada batizada.

## História
A diocese de Nesqually foi eregida em 31 de maio de 1850, recebendo o território da diocese de Walla Walla. Originalmente a diocese de Nesqually era sufragânea da arquidiocese de Oregon City (atual arquidiocese de Portland no Oregon) e a sé ficava na cidade de Vancouver.
Em 11 de setembro de 1907 a diocese de Nesqually tem sua sé transferida de Vancouver para Seattle e consequentemente assume o nome de diocese de Seattle.
Em 17 de dezembro de 1913 cede uma parte do seu território em vantagem da ereção da diocese de Spokane.
Em 23 de junho de 1951 cedeu outra parte do território em vantagem da ereção da diocese de Yakima e ao mesmo tempo é elevada ao posto de arquidiocese metropolitana com a bula Dominici gregis do papa Pio XII.

## Prelados
| #                      | Nome                                   | Período    | Notas                       |
| Arcebispos             | Arcebispos                             | Arcebispos | Arcebispos                  |
| ---------------------- | -------------------------------------- | ---------- | --------------------------- |
| 6º                     | Paul Dennis Etienne                    | 2019-atual |                             |
| 5º                     | James Peter Sartain                    | 2010-2019  |                             |
| 4º                     | Alexander Joseph Brunett †             | 1997-2010  |                             |
| 3º                     | Thomas Joseph Murphy †                 | 1991-1997  |                             |
| 2º                     | Raymond Gerhardt Hunthausen †          | 1975-1991  |                             |
| 1º                     | Thomas Arthur Connolly †               | 1951-1975  |                             |
| Arcebispos-coadjutores |                                        |            |                             |
|                        | Paul Dennis Etienne                    | 2019       |                             |
|                        | Thomas Joseph Murphy                   | 1987-1991  |                             |
| Bispo-auxiliar         |                                        |            |                             |
|                        | Frank Raymond Schuster                 | 2022-atual |                             |
|                        | Daniel Henry Mueggenborg               | 2017-2021  | Nomeado Bispo de Rena       |
|                        | Eusebio L. Elizondo Almaguer, M.Sp.S.  | 2005-atual |                             |
|                        | Joseph Jude Tyson                      | 2005-2011  | Nomeado Bispo de Yakima     |
|                        | George Leo Thomas                      | 1999-2004  | Nomeado Bispo de Helena     |
|                        | Donald William Wuerl                   | 1985-1987  | Nomeado Bispo de Pittsburgh |
|                        | Nicolas Eugene Walsh                   | 1976-1983  |                             |
|                        | Thomas Edward Gill                     | 1956-1973  |                             |
| Bispos                 |                                        |            |                             |
| 5º                     | Thomas Arthur Connolly †               | 1950-1951  |                             |
| 4º                     | Gerald Shaughnessy, S.M. †             | 1933-1950  |                             |
| 3º                     | Edward John O'Dea †                    | 1896-1932  |                             |
| 2º                     | Egidius Junger †                       | 1879-1895  |                             |
| 1º                     | Augustin Magloire Alexandre Blanchet † | 1850-1879  |                             |
| Bispos-coadjutores     |                                        |            |                             |
|                        | Thomas Arthur Connolly                 | 1948-1950  |                             |